# Аксіоматика Гільберта
Аксіоматика Гільберта — аксіоматика евклідової геометрії. Розроблена Гільбертом як повніша, ніж система аксіом Евкліда.

## Неозначувані поняття
Неозначуваними поняттями в системі аксіом Гільберта є: точка, пряма, площина. Є також 3 елементарні відношення:
- Лежати між (стосується точок);
- Належати (стосовно точок і прямих, точок і площин, прямих і площин);
- Конгруентність (геометрична рівність; стосується відрізків, кутів, трикутників тощо). Позначається символом ≅.

Всі точки, прямі та площини вважаються різними, якщо не зазначено інше.

## Аксіоми
Система з 20 аксіом поділена на 5 груп:

### I. Аксіоми належності
- планіметричні:
  1. Якими б не були точки {\displaystyle A} та {\displaystyle B}, існує пряма {\displaystyle l}, якій належать ці точки.
  2. Якими б не були дві різні точки {\displaystyle A} та {\displaystyle B}, існує не більше однієї прямої, якій належать ці точки.
  3. Кожній прямій {\displaystyle \alpha } належать принаймні дві точки. Існують принаймні три точки, що не належать одній прямій.
- стереометричні:
  1. Якими б не були три точки {\displaystyle A}, {\displaystyle B} та {\displaystyle C}, що не належать одній прямій, існує площина {\displaystyle \alpha }, якій належать ці три точки. Кожній площині належить принаймні одна точка.
  2. Якими б не були три точки {\displaystyle A}, {\displaystyle B} та {\displaystyle C}, що не належать одній прямій, існує не більше однієї площини, якій належать ці три точки.
  3. Якщо дві різні точки {\displaystyle A} та {\displaystyle B}, що належать одній прямій {\displaystyle l}, належать деякій площині {\displaystyle \alpha }, то кожна точка, що належить прямій {\displaystyle l}, належить вказаній площині.
  4. Якщо існує одна точка {\displaystyle A}, яка належить двом площинам {\displaystyle \alpha } та {\displaystyle \beta }, то існує принаймні ще одна точка {\displaystyle B}, яка належить обом цим площинам.
  5. Існують принамні чотири точки, які не належать одній площині.

### II. Аксіоми порядку
1. Якщо точка {\displaystyle B} прямої {\displaystyle l} лежить між точками {\displaystyle A} та {\displaystyle C}, то {\displaystyle A}, {\displaystyle B} та {\displaystyle C} — різні точки прямої, причому {\displaystyle B} лежить також між точками {\displaystyle C} та {\displaystyle A}.
2. Для довільних двох різних точок {\displaystyle A} та {\displaystyle C} на прямій, що ними визначається, існує принаймні одна точка {\displaystyle B}, що лежить між точками {\displaystyle A} та {\displaystyle C}, та існує принаймні одна точка {\displaystyle D}, така що точка {\displaystyle C} лежить між точками {\displaystyle A} та {\displaystyle D}.
3. Серед довільних трьох точок, які лежать на одній прямій, існує одна і лише одна точка, що лежить між двома іншими.
4. Аксіома Паша. Якщо у довільній площині дано трикутник {\displaystyle ABC} і довільну пряму, що не проходить через одну з його вершин і перетинає сторону {\displaystyle AB}, то ця пряма перетне одну і лише одну з двох інших сторін {\displaystyle AC} чи {\displaystyle BC}.

### III. Аксіоми конгруентності
1. Якщо {\displaystyle A} та {\displaystyle B} — дві точки прямої {\displaystyle l}, {\displaystyle A'} — точка на цій же прямій чи на іншій прямій {\displaystyle l'}, то по задану від точки {\displaystyle A'} сторону прямої {\displaystyle l'} знайдеться, і при цьому лише одна, точка {\displaystyle B'}, така що відрізок {\displaystyle A'B'} конгруентний відрізку {\displaystyle AB}. Кожен відрізок {\displaystyle AB} конгруентний відрізку {\displaystyle BA}.
2. Якщо відрізки {\displaystyle A'B'} та {\displaystyle A''B''} конгруентні одному і тому ж відрізку {\displaystyle AB}, то вони конгруентні між собою.
3. Нехай {\displaystyle AB} та {\displaystyle BC} — два відрізки прямої {\displaystyle l}, які не мають спільних внутрішніх точок, {\displaystyle A'B'} і {\displaystyle B'C'} — два відрізки тієї ж прямої чи іншої прямої {\displaystyle l'}, які також не мають спільних внутрішніх точок. Тоді якщо відрізок {\displaystyle AB} конгруентний відрізку {\displaystyle A'B'}, а відрізок {\displaystyle BC} конгруентний відрізку {\displaystyle B'C'}, то відрізок {\displaystyle AC} конгруентний відрізку {\displaystyle A'C'}.
4. Якщо дано кут {\displaystyle \angle ABC} та промінь {\displaystyle B'C'}, що лежить в площині даного кута, то існує рівно два промені {\displaystyle B'D} та {\displaystyle B'E}, які також лежать в площині даного кута, такі, що {\displaystyle \angle DB'C'} конгруентний {\displaystyle \angle ABC} та {\displaystyle \angle EB'C'} конгруентний {\displaystyle \angle ABC}.
5. Якщо для двох трикутників {\displaystyle ABC} та {\displaystyle A'B'C'} мають місце конгруенції: {\displaystyle AB\cong A'B'}, {\displaystyle AC\cong A'C'}, {\displaystyle \angle BAC\cong \angle B'A'C'}, то завжди мають місце й конгруенції: {\displaystyle \angle ABC\cong \angle A'B'C'}, {\displaystyle \angle ACB\cong \angle A'C'B'}.

### IV. Аксіома паралельності
Для аксіоми паралельності Гільберт обрав не евклідове формулювання, а еквівалентне йому та більш просте — аксіому Прокла:
1. Нехай {\displaystyle l} — довільна пряма і {\displaystyle A} — точка, що їй не належить; тоді в площині, яка визначається точкою {\displaystyle A} й прямою {\displaystyle l}, можна провести не більше однієї прямої, яка проходить через {\displaystyle A} і не перетинає {\displaystyle l}.

### V. Аксіоми неперервності
1. Аксіома Архімеда. Нехай {\displaystyle A_{1}} — довільна точка на прямій між довільними точками {\displaystyle A} та {\displaystyle B}. Побудуємо точки {\displaystyle A_{2}}, {\displaystyle A_{3}}, {\displaystyle A_{4}}, … так, що точка {\displaystyle A_{1}} знаходиться між точками {\displaystyle A} та {\displaystyle A_{2}}, {\displaystyle A_{2}} між {\displaystyle A_{1}} та {\displaystyle A_{3}}, {\displaystyle A_{3}} між {\displaystyle A_{2}} та {\displaystyle A_{4}} і т. д., при цьому відрізки {\displaystyle AA_{1}}, {\displaystyle A_{1}A_{2}}, {\displaystyle A_{2}A_{3}}, {\displaystyle A_{3}A_{4}}, . . . рівні між собою. Тоді завжди існує така точка {\displaystyle A_{n}}, що точка {\displaystyle B} лежить між {\displaystyle A} та {\displaystyle A_{n}}.
2. Аксіома повноти. Точки прямої (площини) утворюють таку систему точок, яку неможливо доповнити новими точками без порушення раніше встановлених аксіом.

## 21-а аксіома
Спочатку аксіоматика Гільберта містила ще й 21-у аксіому:
 «Довільним чотирьом точкам на прямій можна присвоїти імена {\displaystyle A}, {\displaystyle B}, {\displaystyle C}, і {\displaystyle D} так, щоб точка {\displaystyle B} лежала між точками {\displaystyle A} і {\displaystyle C}, а також між {\displaystyle A} і {\displaystyle D}; точка {\displaystyle C} — між {\displaystyle A} і {\displaystyle D}, а також між {\displaystyle B} і {\displaystyle D}».
Е. Г. Мур та Р. Л. Мур незалежно один від одного показали, що ця аксіома надлишкова і Е. Г. Мур в 1902 році опублікував цей результат у статті Transactions of the American Mathematical Society. Цю «аксіому» можна вивести з аксіом належності та порядку.

## Повнота і несуперечність
Як довів Альфред Тарський (1951), аксіоматика Гільберта логічно повна, тобто будь-яке (формальне) висловлювання про геометричні поняття, що містяться в ній може бути доведено або спростоване. Вона також несуперечлива, якщо несуперечлива арифметика.

## Історія
Аксіоматику евклідової геометрії було опубліковано Давидом Гільбертом у 1899 році у святковому томі «Festschrift», присвяченому відкриттю в Ґетінґені пам'ятника Карлу Фрідріху Гаусу та його другові фізику Вільгельму Веберу. Нині «Основи геометрії» перекладено багатьма мовами світу.

## Інші системи аксіом
Догільбертові системи аксіом геометрії:
- Аксіоматика Евкліда
- Аксіоматика Паша[en]
- Аксіоматика Пеано (включає поняття «рух»)
- Аксіоматика Веронезе
- М. Пієрі[en] (1899)

Подібні гільбертовій:
- Аксіоматика Кагана (1902)
- Аксіоматика Веблена (1904)
- Аксіоматика Колмогорова
- Аксіоматика Александрова
- Аксіоматика Погорєлова

Сучасні аксіоматики:
- Аксіоматика Тарського[en]
- Аксіоматика Біркгофа — містить «аксіому лінійки» та «аксіому транспортира». Її варіанти використовуються в більшості американських шкільних підручників, до неї близька аксіоматика Погорєлова.
- Аксіоматика Вейля — оперує неозначуваними поняттями точки та вільного вектора. Пряма та площина визначаються як множини точок.